# Kaliumdisulfit
Kaliumdisulfit, (K2S2O5), är ett vitt kristallint pulver med en stickande svavellukt. Den huvudsakliga användningen är som antioxidant eller kemiskt steriliseringsmedel. Det är en disulfit och är kemiskt mycket likt natriumdisulfit, med vilken den används ibland omväxlande. Kaliumdisulfit är allmänt föredraget av de två eftersom den inte bidrar med natrium i kosten.
Kaliumdisulfit används inom livsmedelsindustrin under beteckningen E-nummer E224 och då vanligen för att bevara vin, cider, fruktsaft, konserverad frukt och grönsaker.